# Железовка
Железовка — река в Московской области России, правый приток Ямуги.
Протекает по территории городского округа Клин. Берёт начало на окраине города Высоковска, впадает в реку Ямугу в 6 км от её устья. Вдоль течения реки расположены деревни Макшеево, Шипулино, Горки и Румяново.
Длина — 13 км, по другим данным — 11 км. Равнинного типа. Питание преимущественно снеговое. Железовка замерзает обычно в середине ноября, вскрывается в середине апреля. Интереса для туристов не представляет, поскольку в верхнем течении протекает по полям среди деревень, потом течёт через Алфёровские торфоразработки по спрямлённому каналом руслу, причём вдоль реки проложена асфальтированная автодорога.
По данным государственного водного реестра России относится к Верхневолжскому бассейновому округу. Речной бассейн — (Верхняя) Волга до Куйбышевского водохранилища (без бассейна Оки), речной подбассейн — бассейны притоков (Верхней) Волги до Рыбинского водохранилища, водохозяйственный участок — Волга от Иваньковского гидроузла до Угличского гидроузла (Угличское водохранилище).